# Sergio Tacchini (ORMA)
Sergio Tacchini ou Brossard est un trimaran de compétition appartenant à la classe ORMA, mis à l'eau en août 2001 sous le team Sergio Tacchini.
Dessiné par Nigel Irens et construit en 2000 dans le moule des coques de Fuji(film), il est skippé de 2001 à 2005 par Karine Fauconnier puis de 2005 à 2008 par Yvan Bourgnon.

## Historique
Son premier mécène a été la marque Sergio Tacchini entre 2000 et 2005, il est piloté par la navigatrice française Karine Fauconnier.
En 2001, lors de la cinquième édition de la Transat Jacques-Vabre de multiples avaries contraignent la skippeuse et Franck Proffit à abandonner.
En 2002, à 5 jour du départ de la septième édition de la Route du Rhum la rupture du flotteur tribord entraine un démâtage et contraint la skippeuse à l'abandon.
En 2005, le navigateur suisse Yvan Bourgnon rachète le navire qu'il nomme Brossard, sponsorisé par l'entreprise agroalimentaire française.
Le 7 juin 2008, le trimaran est auto-détruit lors d'une tentative de record à Dubai. En 2009, il est réparé puis de nouveau détruit pour rester le long d'un quai dans le port de Khasab au sultanat d'Oman. En juin 2010, il est toujours à l'abandon.

## Sergio Tacchini(Karine Fauconnier)

### Palmarès du bateau
- 2001 :
  - 7e du GP de Belgique
- 2002 :
  - 2e de la Roma per Due
  - 5e du GP de Fécamp
- 2003 :
  - 1re du GP d’Italie (Calgari)
  - 3e du Championnat du Monde ORMA
  - 3e de la Transat Jacques-Vabre
  - 2e du GP de Fécamp
  - 4e du GP de Marseille
- 2004 :
  - 1re de la transat Québec-Saint-Malo en 7 jours 21 heures et 0 minute
  - 1re du GP de Fécamp
  - 3e du Championnat du Monde ORMA
  - 5e de The Transat (l’Ostar)
  - 2e du GP de Marseille
  - 2e du GP de Corse
  - 2e du GP de La Trinité sur mer

## Brossard(Yvan Bourgnon)

### Palmarès du bateau
- 2005 :
  - 1re du Tour de l’île de Wight en 6 heures et 51 minutes
- 2006 :
  - 6e de la Route du Rhum en 9 jours 0 heure et 40 minutes
- 2007 :
  - 4e de la Transat Jacques-Vabre entre Le Havre et Bahia de Salvador, avec Jacques Vincent, en 11 jours 1 heure et 15 minutes

### Records
- 2006 :
  - record de distance en 24 heures avec 610,45 milles marins (25,44 noeuds)[3]
  - record de la traversée de la Manche Britany Ferries entre Plymouth et Roscoff : 3 h 21 min à plus de 29 nœuds de moyenne
  - record SNSM entre Saint-Nazaire et Saint-Malo en équipage en 13 heures 26 minutes et 49 secondes
- 2007 :
  - record du Tour de la Guadeloupe en 8 heures et 3 minutes